# José Enrique Cima
José Enrique Cima Prado (* 16. Juni 1950 in Logunes, Asturien) ist ein ehemaliger spanischer Radrennfahrer und Sportlicher Leiter.

## Sportliche Laufbahn
Cima war im Straßenradsport aktiv. Als Amateur gewann er 1975 die erste Austragung des Rennens Cinturó de l’Empordà.
Cima wurde 1976 Berufsfahrer im spanischen Radsportteam Novostil–Transmallorca. Seine größten sportlichen Erfolge waren der Sieg in der Setmana Catalana de Ciclisme (Katalonische Woche) 1978 und in jener Saison zwei Etappensiege in der Vuelta a España. Zudem wurde er Zweiter der Baskenland-Rundfahrt hinter José Antonio González Linares. 1976 hatte er die Klasika Primavera in Amorebieta-Etxano, den GP Viscaya sowie zwei Etappen der Katalonien-Rundfahrt und einen Tagesabschnitt der Baskenland-Rundfahrt gewinnen können. 1977 siegte er in Etappen der Kantabrien-Rundfahrt, der Vuelta al Levante, der Tour de Romandie und der Baskenland-Rundfahrt.
Cima fuhr die Tour de France 1977 (32.) und 1978 (ausgeschieden). Den Giro d’Italia bestritt er 1977, wobei er ausschied. Die Vuelta a España fuhr er viermal, 1976 (19.), 1978 (17.), 1979 (ausgeschieden) und 1980 (22.). Er blieb bis 1982 Profi und beendete seine Laufbahn im Radsportteam Teka.

## Berufliches
Nach seiner aktiven Laufbahn wurde er Sportlicher Leiter des Radsportteams CLAS-Cajastur. Seit 1984 ist er als Journalist für spanische Medien und als Buchautor tätig.